# Marek Motyka
Marek Motyka (* 17. dubna 1958, Żywiec) je bývalý polský fotbalista, obránce. Po skončení aktivní kariéry působil jako trenér. 

## Fotbalová kariéra
Začínal v týmu Hutnik Nowa Huta. V polské nejvyšší soutěži hrál za Wislu Krakov a v roce 1978 získal s Wislou Krakov mistrovský titul. V zahraničí působil v norském týmu Brann Bergen. V Poháru mistrů evropských zemí nastoupil v 6 utkáních, v Poháru vítězů pohárů nastoupil v 9 utkáních, v Poháru vítězů pohárů nastoupil ve 2 utkáních a v Poháru UEFA nastoupil ve 2 utkáních. Kariéru zakončil v nižších soutěžích v týmech Hetman Zamość, Cracovia a Kalwarianka Kalwaria Zebrzydowska. Za polskou reprezentaci nastoupil v roce 1980 v 8 utkáních. 

## Ligová bilance
| Ročník                   | Zápasy | Góly | Klub             |
| ------------------------ | ------ | ---- | ---------------- |
| 2. polská liga 1976/1977 | -      | -    | Hutnik Nowa Huta |
| 1. polská liga 1977/1978 | 10     | 0    | Wisla Krakov     |
| 1. polská liga 1978/1979 | 26     | 0    | Wisla Krakov     |
| 1. polská liga 1979/1980 | 29     | 2    | Wisla Krakov     |
| 1. polská liga 1980/1981 | 25     | 0    | Wisla Krakov     |
| 1. polská liga 1981/1982 | 24     | 1    | Wisla Krakov     |
| 1. polská liga 1982/1983 | 30     | 2    | Wisla Krakov     |
| 1. polská liga 1983/1984 | 27     | 0    | Wisla Krakov     |
| 1. polská liga 1984/1985 | 17     | 0    | Wisla Krakov     |
| 2. polská liga 1985/1986 | 29     | 4    | Wisla Krakov     |
| 2. polská liga 1986/1987 | 30     | 5    | Wisla Krakov     |
| 2. polská liga 1987/1988 | 30     | 2    | Wisla Krakov     |
| 1. polská liga 1988/1989 | 29     | 1    | Wisla Krakov     |
| 1. polská liga 1989/1990 | 15     | 0    | Wisla Krakov     |
| 2. polská liga 1991/1992 | 17     | 2    | Cracovia         |
| CELKEM 1. polská liga    | 232    | 6    |                  |